# Luis Carlos Gómez Centurión
Luis Carlos Gómez Centurión (Mendoza, 31 de mayo de 1922-Buenos Aires, 17 de noviembre de 2006) fue un político y militar argentino que ocupó cargos importantes. Ejerció de facto el cargo de gobernador de la provincia de Corrientes durante la dictadura militar autodenominada Proceso de Reorganización Nacional.

## Carrera militar y política
Fue edecán del presidente Arturo Frondizi entre 1960 y 1962.
En 1972, Gómez Centurión era comandante de la VIII Brigada de Mendoza. Cuando la CGT mendocina se unió a la protesta nacional por el aumento de la tarifas de electricidad, el interventor federal Francisco Gabrielli anunció que permitiría la marcha y garantizaría su seguridad. El 4 de abril, Gómez, en desacuerdo, le sustrajo de su control la policía para impedir la movilización. Además, recibió refuerzos del Ejército y la Gendarmería. Ante esto, Gabrielli renunció a su cargo. En su lugar, fue designado Gómez. Y ese mismo día, las fuerzas iniciaron una intensa represión contra la manifestación gremial que incluyó armas de fuego. Allí, murió el sindicalista Ramón Quiroga.
El 18 de abril de 1972, Alejandro Agustín Lanusse dio por terminada la intervención federal de Gómez Centurión.
Su última tarea como militar fue ser comandante del II Cuerpo de Ejército.
Con el inicio de la dictadura militar autodenominada «Proceso de Reorganización Nacional», el 19 de abril de 1976, fue designado por la Junta Militar, gobernador de la Provincia de Corrientes, cargo que oficiaría su renuncia el 1 de abril de 1981.
Falleció el 17 de noviembre de 2006 a los 84 años de edad.